# Rajd Rzeszowski 2005
Rajd Rzeszowski 2005 – 14. edycja Rajdu Rzeszowskiego. Był to rajd samochodowy rozgrywany od 5 do 6 sierpnia 2005 roku. Była to czwarta runda Rajdowych Samochodowych Mistrzostw Polski w roku 2005. Rajd składał się z dwunastu odcinków specjalnych.

## Wyniki końcowe rajdu[1]
| Miejsce | Kierowca             | Pilot                   | Samochód                      | Czas      | Strata  | Grupa Klasa |
| ------- | -------------------- | ----------------------- | ----------------------------- | --------- | ------- | ----------- |
| 1       | Michał Sołowow       | Maciej Baran            | Mitsubishi Lancer Evo VIII MR | 1:55:08.7 | -       | N4          |
| 2       | Mariusz Pelikański   | Daniel Dymurski         | Peugeot 206 S1600             | 1:55:21.1 | +12.4   | A6/S        |
| 3       | Michał Kościuszko    | Jarosław Baran          | Suzuki Ignis S1600            | 1:55:46.6 | +37.9   | A6/S        |
| 4       | Michał Bębenek       | Grzegorz Bębenek        | Mitsubishi Lancer Evo VIII    | 1:58:33.1 | +3:24.4 | N4          |
| 5       | Sebastian Frycz      | Maciej Wodniak          | Fiat Punto S1600              | 1:59:18.4 | +4:09.7 | A6/S        |
| 6       | Mariusz Stec         | Maciej Maciejewski      | Mitsubishi Lancer Evo VI      | 2:01:52.4 | +6:43.7 | N4          |
| 7       | Marcin Mucha         | Łukasz Kurzeja          | Peugeot 106 Maxi              | 2:03:39.2 | +8:30.5 | A6          |
| 8       | Piotr Adamus         | Magdalena Zacharko      | Peugeot 206 S1600             | 2:03:56.2 | +8:47.5 | A6/S        |
| 9       | Marcin Pasecki       | Maja Szpotańska         | Peugeot 206 RC                | 2:04:05.0 | +8:56.3 | A7          |
| 10      | Kajetan Kajetanowicz | Aleksandra Kajetanowicz | Peugeot 206 XS                | 2:04:19.2 | +9:10.5 | RPP         |